# Miguel Ângelo Pereira
Miguel Ângelo Pereira (Barcelinhos, Barcelos, 27 de Janeiro de 1843 — Porto, 1 de Fevereiro de 1901) foi um pianista e compositor português.

## Biografia
Miguel Ângelo Pereira nasceu em 27 de Janeiro de 1843 em Barcelinhos, Barcelos.
Passou parte da sua vida no Brasil.
Miguel Ângelo Pereira faleceu na cidade do Porto em 1 de Fevereiro de 1901.

## Obras

### Óperas
- Eurico, com base no livro do mesmo nome de Alexandre Herculano. Foi representada no São Carlos (Lisboa), em 1870, no Teatro São João (Porto), pela primeira vez em 1874, onde lhe foi oferecida uma batuta de prata, sendo reposta por várias ocasiões na cidade invicta. Também foi executada no Rio de Janeiro em 1878.

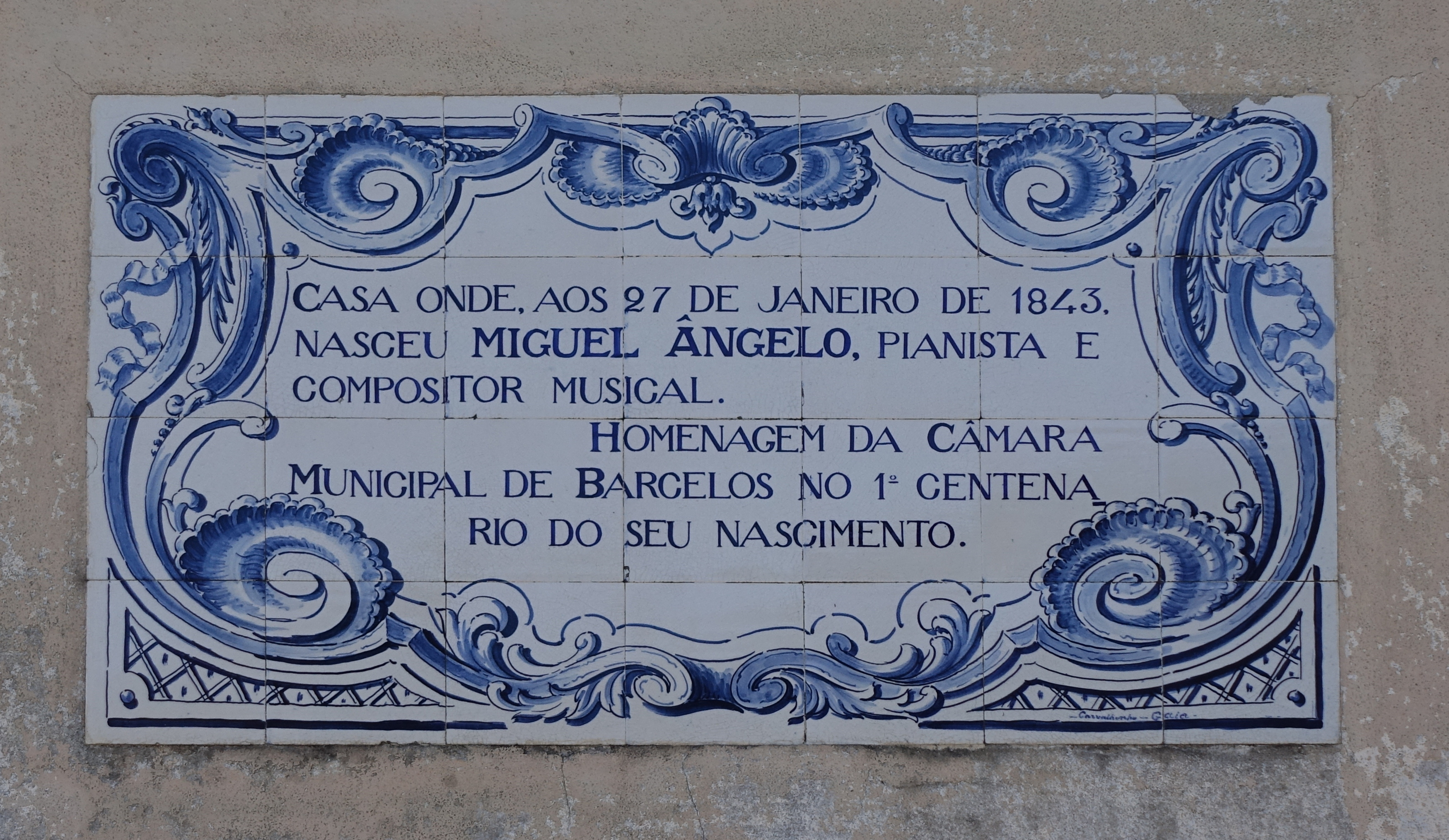
Placa na casa onde nasceu

- Zaida
- Avalanche

### Outras obras
Para além de de numerosas valsas e polkas, destacam-se:
- "Cantata a Luís de Camões"
- Sinfonia Adamastor
- "Marcha do Ódio", musicando um poema de Guerra Junqueiro